# Joan XIV de Constantinoble
Joan Calecas（en grec medieval Ἰωάννης ΙΔʹ Καλέκας) va ser patriarca de Constantinoble de l'any 1333 al 1347.
Encara que les seves idees eren semblants a les de Barlaam de Seminara, es va oposar a l'Hesicasme que defensava Gregori Palamàs. Va tenir també un paper important a la Guerra civil que hi va haver entre els anys 1341 i 1347 com a membre del consell de regència de Joan V Paleòleg contra Joan VI Cantacuzè.
Era nascut a la ciutat d'Apri o Aprus a Tràcia, es va casar i va tenir un fill i una filla. Ordenat sacerdot, Joan Cantacuzè, el primer ministre de l'emperador Andrònic III Paleòleg i més tard megas domestikos, el va protegir i el va nomenar metropolità de Tessalònica, i després patriarca de Constantinoble, on va succeir a Isaïes. Algunes de les seves homilies s'han conservat.